# Хрисанф (патриарх Иерусалимский)
Патриа́рх Хриса́нф Нотара́ (греч. Πατριάρχης Χρύσανθος Νοταράς; 1655/1660, Арахова Ахейская — 7 февраля 1731, Иерусалим) — епископ Иерусалимской православной церкви, Патриарх града Иерусалима и всей Палестины, греческий учёный, видный деятель греческого просвещения XVIII века. Племянник патриарха Иерусалимского Досифея (Нотары).

## Биография
Точная дата его рождения не установлена, но судя по документам он родился в Арахове Ахейской (ныне Эксохи, ном Ахея, Греция) между 1655—1660 годами.
В возрасте около 15 лет он переехал в Константинополь, где находился на попечении своего дяди патриарха Иерусалимского Досифея (Иерусалимские патриархи в то время проживали главным образом в Константинополе). Через некоторое время принял монашеский постриг и к 1680 году был рукоположён в сан диакона.
Около 1680—1681 годов учился у известного греческого дидаскала Севаста Киминитиса в Патриаршей академии в Константинополе. Примерно в это же время Хрисанф стал архимандритом Святого Гроба в Константинополе, то есть настоятелем константинопольского подворья Иерусалимского патриархата, и помощником патриарха Досифея.
Выполняя поручения своего дяди, ездил в Дунайские княжества и в Россию. Побывал в Москве в 1692—1694 годы и 1701 году.
Проявлял интерес как к богословию, таки к естественнонаучным дисциплинам, собирал книги для Святогробской библиотеки, работая с сочинениями по астрономии, географии, геометрии и другим наукам.
В 1697 году поступил на философский факультет Падуанского университета, где кроме философии и богословия, изучал теоретическую и практическую медицину, математику, астрономию и физику. Спустя год начал учёбу на юридическом факультете.
В 1700 году приехал в Париж, чтобы изучать астрономию и увидеть последние научно-технические достижения в этой области, в том числе телескоп. Общался в Париже с основателем и директором Парижской обсерватории Джованни Доменико Кассини.
6 апреля 1702 года в церкви Воскресения Христова в Иерусалиме был хиротонисан во епископа Кесарийского с возведением в сан митрополита. 19 февраля 1707 года‚ на следующий день после смерти патриарха Досифея, митрополит Хрисанф был поставлен на Иерусалимский патриарший престол.
Уже в качестве патриарха Хрисанф существенную часть своего времени проводил в Молдавии и Валахии, управляя расположенной там собственностью Иерусалимского патриархата, приносившей значительную часть дохода Иерусалимской православной церкви. Долго проживал в Бухаресте, пользуясь расположением Константина Брынковяну. Активно работал над созданием школ в различных частях греческого мира, греческому книгопечатанием за границами Оттоманской Турции и распространением книг, борьбой за Святые места, делами своей патриархии и учёной деятельностью.
В 1712 году к Иерусалимскому патриарху Хрисанфу обращаются старообрядцы с просьбой положить им в епископы священноинока с Ветки — Игнатия. В этом же году обращались с подобной просьбою к нему же и донские казаки — старообрядцы, переселившиеся в Турцию под предводительством своего атамана Игната Некрасова. Патриарх обещал и ветковцам и донцам посвятить епископа. Но в дело вмешался русский посол в Константинополе, «пригрозив» патриарху недовольством императора Петра, и Хрисанфу пришлось отказаться от своего намерения.
До кончины, последовавшей 7 февраля 1731 года, активно работал над своими сочинениями по истории Церкви, богословию, астрономии, геометрии, географии.